# Karocris
Karocris is een geslacht van wantsen uit de familie van de Miridae (Blindwantsen). Het geslacht werd voor het eerst wetenschappelijk beschreven door V. Putshkov in 1975.

## Soorten
Het genus bevat de volgende soort:

- Karocris morulus V.G. Putshkov, 1975